# Тим (река)
Тим (енгл. River Teme) је река у Уједињеном Краљевству, у Енглеској. Дуга је 154 km. Улива се у Северн. 